# Aeropuerto de Sao Vàng
El Aeropuerto Sao Vàng (Sân bay Sao Vàng) está localizado en Thọ Xuân, Thanh Hóa, Vietnam. Este aeropuerto tiene una pista de aterrizaje de 3200m x 45 m (asfalto), capaz para servir un avión de gama media como Airbus A320.
El Aeropuerto Sao Vàng esta 45 km al oeste de la capital ciudad Thanh Hoa. Este aeropuerto se pasen a convertirse en un aeropuerto militar y civil en 2013.